# Global Ecovillage Network Europe
Das Global Ecovillage Network Europe (zu deutsch: Globales Ökodorf-Netzwerk Europa) ist eine global agierende Internationale Organisation von Einzelpersonen und Gemeinschaften (Ökosiedlung). Mitglieder nutzen das Netzwerk zum Austausch von Ideen und Informationen, Transfer von Technologien und zur Entwicklung des kulturellen und pädagogischen Austauschs.

## Geschichte
Hildur und Ross Jackson aus Dänemark gründeten 1991 die gemeinnützige Stiftung Gaia Trust. Diese finanzierte eine Studie von Robert Gilman und Diane Gilman über  nachhaltige Gemeinschaften weltweit. Dieser Bericht über Ecovillages and Sustainable Communities (Ökodörfer und nachhaltige Gemeinschaften) wurde 1991 veröffentlicht. Der Bericht stellte trotz vieler Ökodorf-Projekte fest, dass das ideale Ökodorf noch nicht existiert.
1991 wurde die Gaia Stiftung zu einem Treffen in Dänemark aus Vertretern von Ökogemeinschaften eingeladen, um Strategien für die Weiterentwicklung der Ökodorf-Konzepte zu diskutieren. Das führte zur Gründung des Globalen Ökodorf-Network (GEN). 1994 wurde der Ökodorf Information Service gestartet. Im Jahr 1995 fand die erste internationale Konferenz der Ökodorf-Mitglieder mit dem Titel Ecovillages und nachhaltige Gemeinschaften für das 21. Jahrhundert in Findhorn in Schottland statt. Die Bewegung wuchs rasch im Anschluss an diese Konferenz.
2001 erhielt das GEN Beraterstatus beim Wirtschafts- und Sozialrat der Vereinten Nationen (ECOSOC). Im Oktober 2005, auf der Konferenz zum zehnjährigen Bestehen von GEN, schloss sich eine Gruppe von jungen Erwachsenen zusammen und gründete NextGEN, die nächste Generation des Globalen Ökodorf-Netzwerks.
GEN hatte bis dahin keine Prüfverfahren, um Ökodörfer ohne Mitgliedsbeiträge zu überprüfen. Ein sogenanntes „Gemeinschaft Sustainability Assessment Tool“ wurde entwickelt und bietet ein Mittel zur Beurteilung des Unterstützungserfolgs bei der Verbesserung der Nachhaltigkeit eines bestimmten Ökodorfs.
Bestand die Mitgliedschaft von GEN in den ersten Jahren hauptsächlich aus intentionalen Projekten, in denen sich neue Siedlungs- und Gemeinschaftsprojekte zusammengeschlossen haben, so ist sie in den letzten Jahren zunehmend durch den Beitritt traditioneller Dörfer bzw. Dorfbewegungen insbesondere in Afrika und Asien weiter angewachsen.
So gibt es zum Beispiel im Senegal das Global Ecovillage Network Senegal, dem derzeit 45 traditionelle Dörfer angehören, die eine derart positive Entwicklung genommen haben, dass im Senegal nun ein Regierungsprogramm aufgelegt wird, um 14.000 Dörfer zu „Ökodörfern“ zu entwickeln.
Im Dezember 2012 gründeten 55 Delegierte auf der Sekem-Farm (Ägypten) das Ökodorf-Netzwerk GEN-Afrika. Die vorher auf dem afrikanischen Kontinent nur lose vernetzte Struktur erhielt Vorstand und Beirat. Vorstand für 2013–2014: Lua Beshala-Kekwana (Kongo), Rosemary Mbone Enie (Tansania), Ousmane Pame (Senegal), Mugove Walter Nyika (Zimbabwe) and Mohamed El Mongy (Ägypten).

## Mitglieder
Das Netzwerk umfasst eine Vielzahl von Arten der nachhaltigen Siedlungs- und Ökodörfer:
- Ökostädte, wie Auroville in Süd-Indien, den Bundesverband der Damanhur in Italien und Nimbin in Australien;
- Ländliche Ökodörfer, wie Gaia Asociación in Argentinien, das ZEGG, Sieben Linden und Tempelhof in Deutschland und Huehuecoyotl in Mexiko;
- Permakultur-Anlagen, wie in Crystal Waters, Australien, Cochabamba, Bolivien und Barus, Brasilien;
- Urbane Verjüngungsprojekte, wie Los Angeles EcoVillage und  Christiania in Kopenhagen, und
- Bildungszentren, wie Findhorn Foundation in Schottland, den Centre for Alternative Technology in Wales und das Ecovillage Training Center in Tennessee.

Allen gemeinsam ist, dass sie ihre Projekte und die Gesellschaft in den vier Nachhaltigkeitsdimensionen Ökologie, Ökonomie, Soziales und Kultur bewusst und partizipativ weiterentwickeln wollen.

## Ziele
Das Globale Ökodorf-Netzwerk verfolgt das Ziel der „Unterstützung und Förderung der Entwicklung nachhaltiger Siedlungen in der ganzen Welt.“ Dies geschieht durch:
- Interne und externe Kommunikationsdienste; Erleichterung des Austausches und der Austausch von Informationen über Ökodörfer, Pilotprojekte, Mustersiedlungen und Vorzeigegelände;
- Netzwerk- und Projekt-Koordination in Bereichen im Zusammenhang mit nachhaltigen Siedlungen und
- Globale Zusammenarbeit/Partnerschaften (UN Best Practices, EU PHARE / Folgeprogramm IPA, EYFA, ECOSOC).

GEN hat dazu Büros und Mitarbeiter in den fünf weltweiten Regionen Europa, Afrika, Ozeanien und Asien, Nordamerika und Südamerika.

## Aktivitäten
Das Global Ecovillage Network Europe führt verschiedene englischsprachige Veranstaltungen durch. Die größte, und stets für allgemeines Publikum offene Veranstaltung ist die jährliche Sommer-Konferenz, die stets in einem Mitgliedsprojekt stattfindet.
Die nationalen Netzwerke organisieren den Austausch unter den einzelnen Gemeinschaftsprojekten in den Ländern und unterstützen Neugründungen. Das deutsche Netzwerk, das Global Ecovillage Network Deutschland, führt ebenfalls Veranstaltungen für Gemeinschaftsprojekte durch, unter anderem die jährliche Gemeinschaftswerkstatt, mit der Projektinitiativen gestärkt werden sollen.